# Silvretta Montafon
Het skigebied Silvretta Montafon ligt in het Montafon-dal in Vorarlberg (Oostenrijk). Het is een van de tien grootste skigebieden van Oostenrijk.

## Geografie
Het skigebied Silvretta Montafon ligt in het zuiden van Vorarlberg, de meest westelijke provincie van Oostenrijk, en strekt zich uit over 17 km en 1700 meter hoogte van Schruns via Silbertal en St. Gallenkirch naar Gaschurn. Het ligt in de Montafon-vallei, omringd door de bergketens Rätikon, Silvretta en Verwall.
Het Nova-deel strekt zich uit langs de noordflank van de Silvretta-groep, het Hochjoch-deel op een uitloper van de Verwall-groep, waartussen het Montafon naar het zuiden loopt. De vallei beslaat 1/5 van het gebied van Vorarlberg en is groter (562 km²) dan de Oostenrijkse hoofdstad Wenen (415 km²).
Het skigebied Silvretta Montafon bestond oorspronkelijk uit de twee skigebieden die zijn in 2008 samengevoegd: Silvretta Nova (St. Gallenkirch, Gaschurn) en Hochjoch (Schruns, Silbertal).
De regio ligt op ongeveer 40 minuten rijden van Feldkirch in het Rijndal, ten zuiden van de districtshoofdstad Bludenz.

## Pistes
Het skigebied biedt 141 km aan pistes waarvan meer dan 50% op meer dan 2000 meter. Deze 141 km bestaan uit 27 makkelijke pistes (60 km), 24 pistes met gemiddelde moeilijkheidsgraad (45 km), 8 moeilijke pistes (8 km) en 28 km freeride pistes. Skiërs kunnen hun racevaardigheden verbeteren op meetreeksen met twee snelheden. Daarnaast zijn er 8 km winterwandelpaden.
De liftinfrastructuur omvat 35 liften en verplaatst skiërs met behulp van 10 kabelbanen, 18 stoeltjesliften en 5 sleepliften, 2 tovertapijten en 15 skischoolliften, daaronder:
- de Hochjochbahn (kabelbaan) en Zamangbahn (6-persoons gondel) in Schruns,
- de Valiserabahn (6-persoons gondel) en Grasjochbahn (8-persoons gondel) in St. Gallenkirch,
- de Garfreschabahn (2-persoons stoeltjeslift) in Gortipohl,
- de Versettlabahn (6-persoons gondel) in Gaschurn en
- de Kapellbahn (2-persoons stoeltjeslift) in Silbertal.

De liftcapaciteit in het hele skigebied is 65.882 personen per uur.

#### Snowpark Montafon
Het Snowpark Montafon ligt op 2050 m zeeniveau, het oppervlak beslaat 300 000 m². Het funpark bevat 40 obstakels en elementen, waaronder een boardercross, een funslope, sprongen, hoeken, boxen, rails en golfbanen.

#### Cross-country skiën
Het Silvretta Montafon biedt 37 klassieke langlaufloipes (72,5 km), 13 schaatscursussen (20,9 km) en 7 hoge langlaufloipes (31,3 km).

#### Rodelen

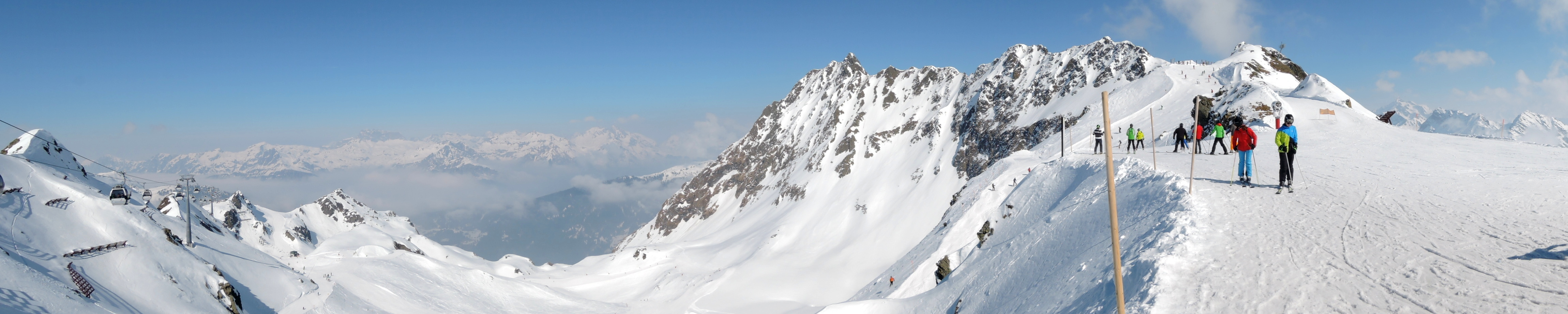
Panoramic photo from the mountain station of the "Panorama Bahn" in the Silvretta Montafon ski area

Er zijn twee rodelbanen die verlicht zijn om 's nachts te rodelen. Vanuit St. Gallenkirch komt u 's avonds met de Garfrescha Bahn naar de verlichte rodelbaan terecht. De lengte van de rodelrij is ongeveer 20 minuten over een lengte van 5,5 km.

## Wedstrijden in de Silvretta Montafon

#### Snowboard Wereldbeker Montafon
De Wereldbeker Montafon maakt deel uit van de FIS Snowboard World Cup sinds 2012/13. De races vinden jaarlijks in december plaats en worden gehouden in het skigebied Silvretta Montafon, beginnend iets onder de Hochjoch-top en eindigend bij het bergstation van de kabelbaan. Het hoogteverschil tussen start en finish is ongeveer 200 m. De snowboardcross-atleten racen over het 985 m lange wereldbeker-parcours met snelheden tot 65 km/u. De afdaling duurt niet langer dan 60 seconden. De parallelle slalombaan is echter 280 m lang.
Tijdens het WK kunnen bezoekers overdag de snowboarders en skiërs bekijken en 's nachts genieten van concerten in Schruns.

##### Open Faces Freeride Contest 2022
Van 24-27 februari 2022 vond in het skigebied Silvretta Montafon de Open Faces Freeride Contest plaats. De wedstrijd was de eerste 4-sterrenkwalificatie van het seizoen 2022. De Open Faces-locatie is het terrein rond de "Kleine Heimspitze" op een hoogte van ongeveer 2.420 m. De lengte van de freeridehelling is 450 m, het hoogteverschil is 350 m en het heeft een steilheid tot 60°.
Tijdens de eerste 4-sterrenkwalificatie van het seizoen 2022 in Montafon streden de renners om 2.500 overwinningspunten en prijzengeld. Het publiek kon de runs van de renners bekijken vanuit het bergrestaurant "Nova Stoba".
Winnaars 2022:
- ski heren: Paul Dentan (SUI)
- ski dames: Eva Battolla (SUI)
- snowboard heren: Thomas Feurstein (AUT)
- snowboard dames: Estelle Rizzolio (FRA)

## Fotogalerij

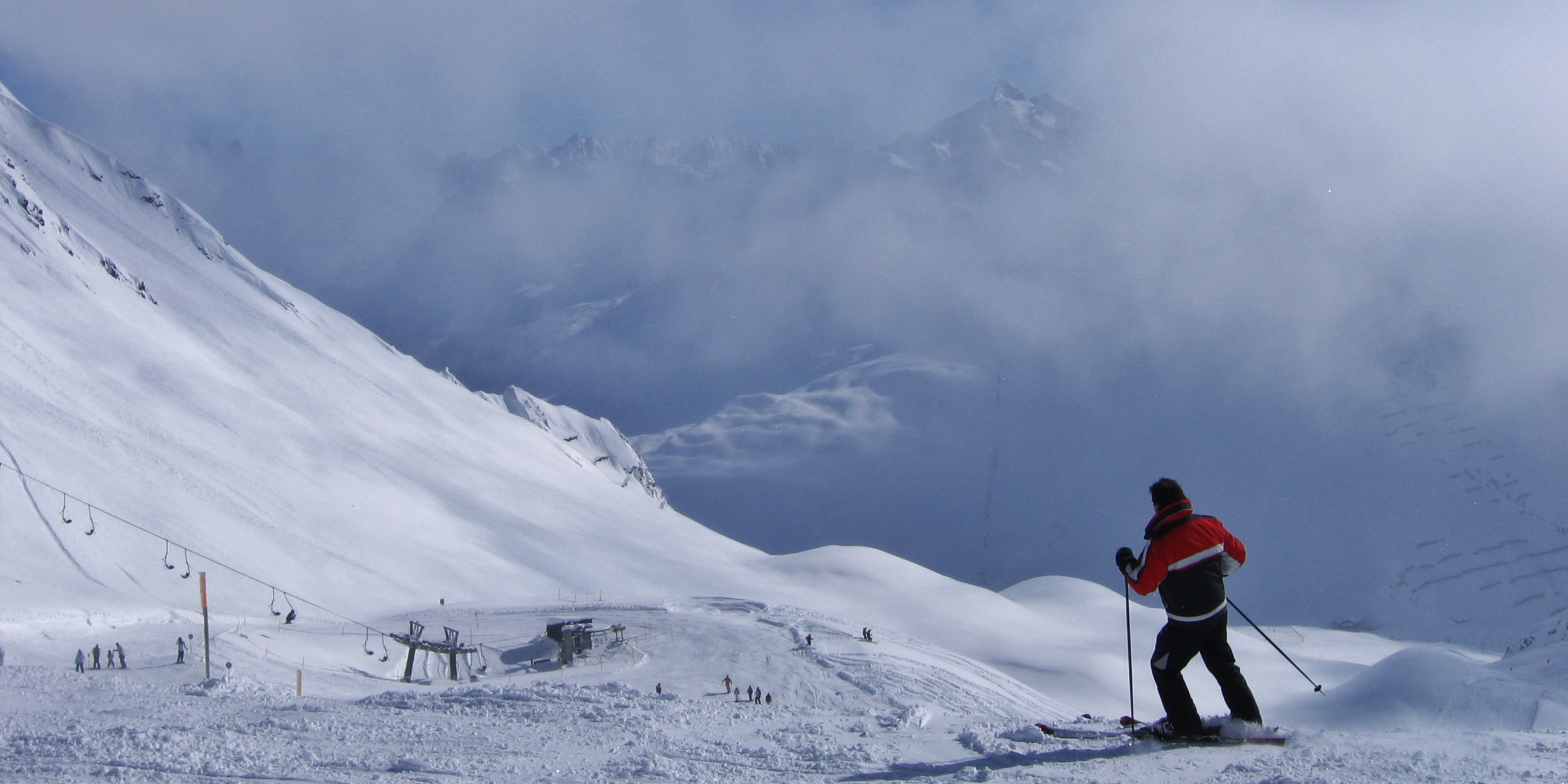
Skiër in het Silvretta Montafon skigebied
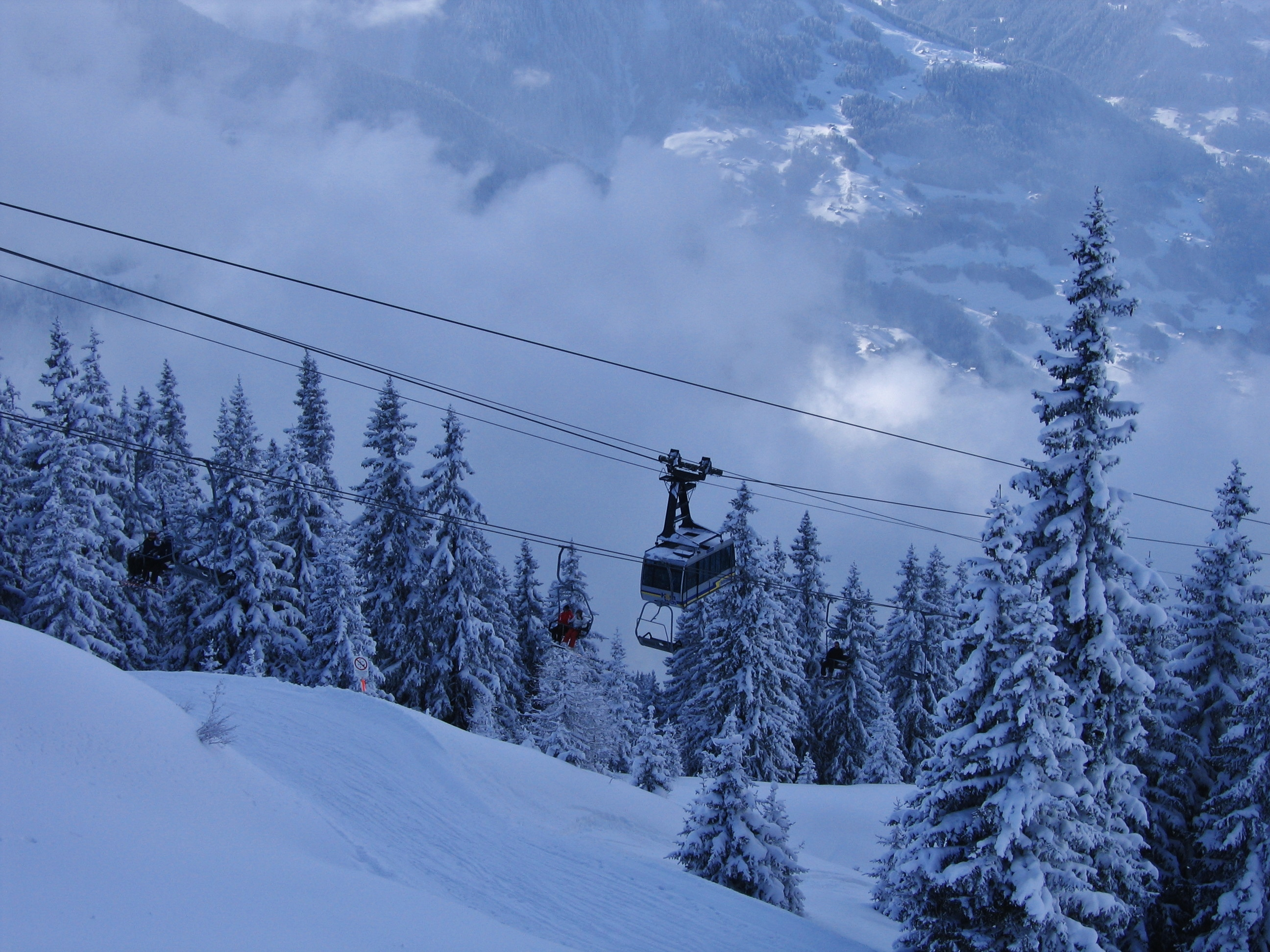
Kabelbaan
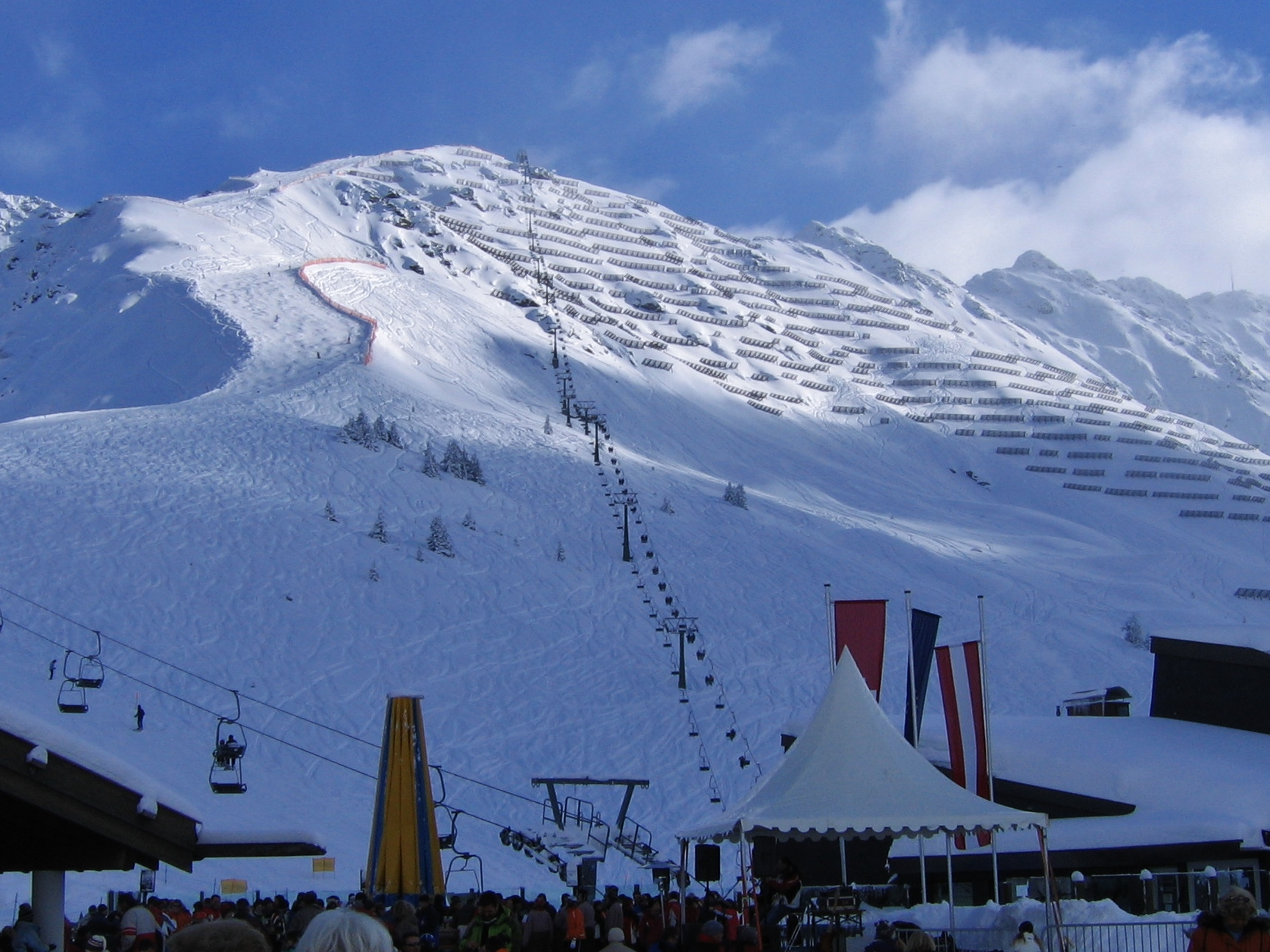
Het skigebied Silvretta Montafon
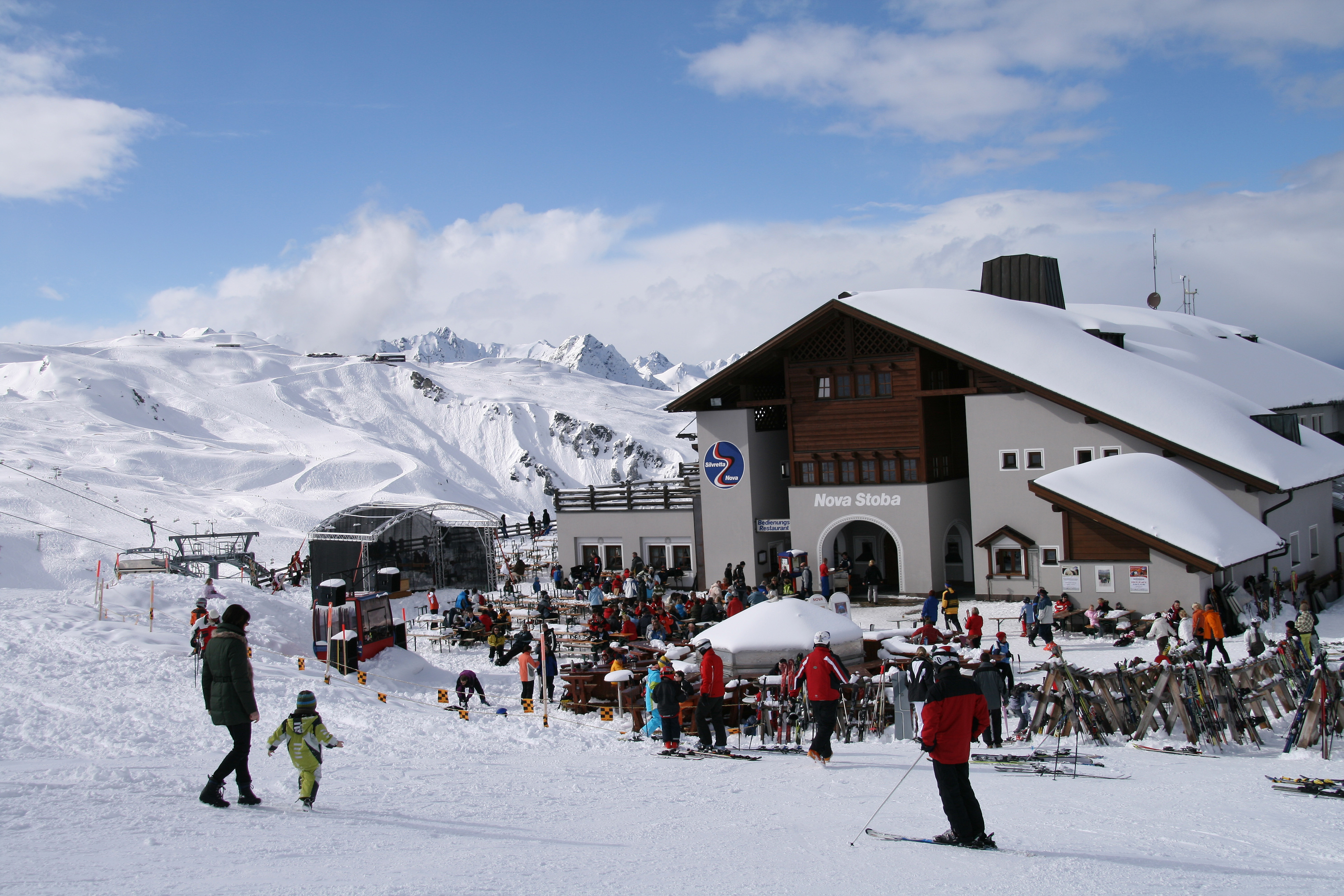
Skihut "Nova Stoba"
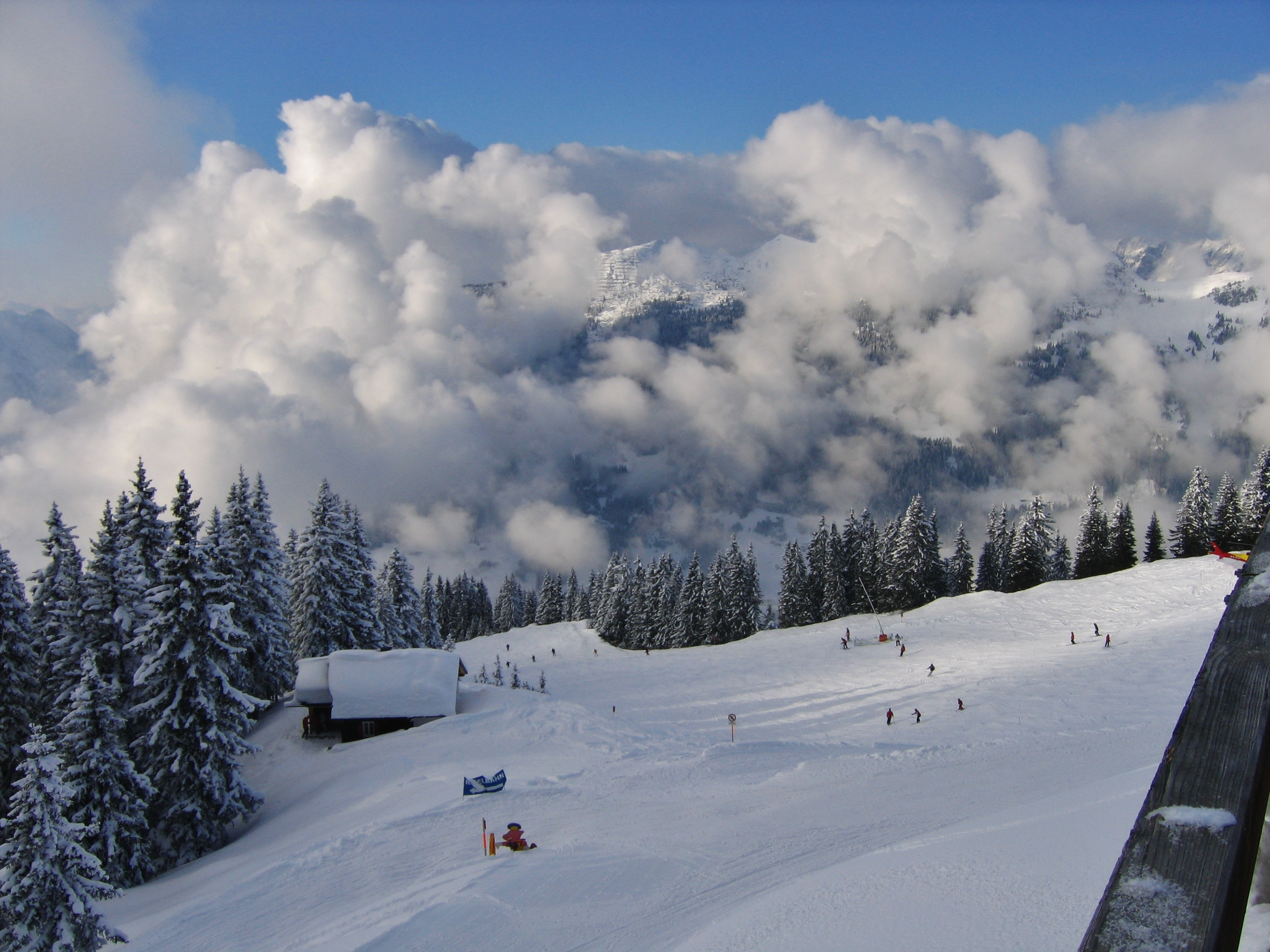
Blik op een piste